# Werner von Mutzenbecher
Werner von Mutzenbecher (* 30. Oktober 1937 in Frankfurt am Main) ist ein Schweizer Maler, Zeichner, Experimentalfilmer, Fotograf, Kunstlehrer und Autor.

## Leben und Werk
Werner von Mutzenbecher ist ein Sohn eines deutschen Chemikers und einer Schweizer Musikerin. Nachdem sein Vater während des Westfeldzugs 1940 gefallen war, zog die Mutter mit ihren zwei Söhnen nach Berlin. 1942 brachte sie die Kinder zu ihren Eltern nach Riehen. 1947 erhielten die Geschwister das Schweizer Bürgerrecht. Der Komiker und Moderator Joël von Mutzenbecher ist sein Enkel.
Nach der Matura am humanistischen Gymnasium Basel studierte Werner von Mutzenbecher zwei Semester Philosophie und Germanistik an der Universität Basel. Anschliessend besuchte er von 1957 bis 1960 die Malklasse an der Allgemeinen Gewerbeschule Basel. Seine Lehrer waren Martin Alfred Christ, Walter Bodmer und Lenz Klotz. Nach der Auseinandersetzung mit Texten von Dostojewski sowie dem Werk von Arnold Böcklin schuf von Mutzenbecher ab 1958 eine Reihe expressiver Bilder. Im engen künstlerischen Austausch mit seinem Freund und Künstler Marcel Schaffner entstanden von der Basler Graumalerei angeregte, dunkeltonig-graue gestische Werke.
Werner von Mutzenbecher reiste 1959 nach Frankreich, wo er seine zukünftige Frau kennen lernte. Zudem unternahm er Reisen in Europa sowie in die USA, nach Mexiko und Indonesien.
Seit 1961 ist von Mutzenbecher freischaffender Künstler. Auch gehört er seit den frühen 1970er-Jahren zu den wichtigsten Protagonisten der Basler Kulturszene. Ab 1967/1968 entstanden eigenständige Experimentalfilme und Texte, später auch Videos. Zudem erhielt er seinen ersten Kunst-am-Bau-Auftrag: ein Wandbild für das Felix-Platter-Spital in Basel. Es folgten eine rege Ausstellungstätigkeit und die Teilnahme an Filmfestivals und -aufführungen im In- und Ausland. 1976 nahm er an der Biennale von Venedig teil.
Von 1973 bis 1987 unterrichtete Werner von Mutzenbecher an der Schule für Gestaltung Basel. Nach dem Tod von Carlo Huber (1932–1977) leitete er zusammen mit Maria Netter ad interim die Kunsthalle Basel. Auch schrieb er Textpublikationen, so u. a. Beiträge für Ausstellungskataloge. Von 1988 bis 2000 leitete er die Malklasse für freies bildnerisches Gestalten an der Schule für Gestaltung Basel.
Werner von Mutzenbecher erhielt diverse Preise und Auszeichnungen, u. a. den Kulturpreis der Gemeinde Riehen. Seine Werke stellte er in zahlreichen Einzel- und Gruppenausstellungen im In- und Ausland aus. Zudem sind seine Werke in verschiedenen Sammlungen vertreten. 2022 fand eine grosse Ausstellung im Kunsthaus Baselland statt. Auch erschien eine Monografie.